# آجیتا کساکامبالی
آجیتا کساکامبالی (سانسکریت: अजित केशकंबली) فیلسوف اهل هند در قرن ششم پیش از میلاد بود. او را اولین مدافع ماتریالیسم هندی و پیشرو مکتب چارواکا می‌دانند. او احتمالاً معاصر بودا و مهاویرا بوده است. بارها اشاره شده است که آموزه‌های مکتب چارواکا از آموزه‌های آجیتا استخراج شده است.